# Natalie Griffith
Natalie Olivia Griffith (Scarborough, 1990) è una modella barbadiana, rappresentante di Barbados a Miss Mondo 2008, tenutosi a Johannesburg in Sudafrica. In quell'occasione la Griffith ha vinto il titolo di Miss Mondo Talent che le ha permesso di accedere automaticamente alle semifinali. Alla fine Natalie Griffith si è classificata fra le prime quindici finaliste, il che rappresenta il miglior piazzamento di Barbados nella storia di Miss Mondo, a pari merito con il medesimo piazzamento di Linda Field nel 1974.